# 十念寺 (川越市)
十念寺（じゅうねんじ）は、埼玉県川越市にある時宗の寺院。

## 歴史
天文年間（1532年 - 1555年）、泰禅によって開山された。所属宗派の時宗の総本山清浄光寺の末寺である。当初は代官町（現在の同市喜多町と志多町の中間にあった旧地名）に位置していたが、1681年（天和元年）に現在地に移転した。

## 交通アクセス
- 川越市駅より徒歩15分。